# Phenelzin
Phenelzine (Nardil, Nardelzine) là một chất ức chế monoamin oxydase không chọn lọc và không thể đảo ngược (MAOI) của lớp hydrazine được sử dụng làm thuốc chống trầm cảm và giải lo âu. Cùng với tranylcypromine và isocarboxazid, phenelzine là một trong số ít các MAOI không chọn lọc và không thể đảo ngược vẫn được sử dụng rộng rãi trên lâm sàng. Nó thường có sẵn trong 15 viên mg và liều thường dao động trong khoảng 30 mg mỗi ngày, với 15 mg mỗi ngày hoặc mỗi ngày được đề nghị là liều duy trì sau một quá trình điều trị thành công.

## Chỉ định
Phenelzine được sử dụng chủ yếu trong điều trị rối loạn trầm cảm chính (MDD). Bệnh nhân có triệu chứng trầm cảm đặc trưng là "không điển hình", "không có gen" và/hoặc "loạn thần kinh" đáp ứng đặc biệt tốt với phenelzine. Thuốc cũng hữu ích ở những bệnh nhân không đáp ứng thuận lợi với các phương pháp điều trị đầu tiên và thứ hai cho bệnh trầm cảm, hoặc " kháng trị ". Ngoài việc là một phương pháp điều trị được công nhận đối với chứng rối loạn trầm cảm lớn, phenelzine còn có hiệu quả trong điều trị chứng loạn trương lực, trầm cảm lưỡng cực (BD), rối loạn hoảng sợ (PD), rối loạn lo âu xã hội, bulimia, và rối loạn căng thẳng sau chấn thương (PTSD).

## Dược lý

### Dược lực học
Phenelzine là một chất ức chế không chọn lọc và không thể đảo ngược của enzyme monoamin oxydase (MAO). Nó ức chế cả hai dạng đồng phân tương ứng của MAO, MAO-A và MAO-B, và làm như vậy gần như bằng nhau, với sự ưu tiên nhỏ cho cái trước. Bằng cách ức chế MAO, phenelzine ngăn chặn sự sụp đổ của chế monoamine dẫn truyền thần kinh serotonin, melatonin, norepinephrine, epinephrine, và dopamine, cũng như các dấu vết amin neuromodulators như phenethylamine, tyramine, octopamine, và tryptamine. Điều này dẫn đến sự gia tăng nồng độ ngoại bào của các hóa chất thần kinh này và do đó làm thay đổi hóa học thần kinh và dẫn truyền thần kinh. Hành động này được cho là trung gian chính trong lợi ích trị liệu của phenelzine.
Phenelzine và các chất chuyển hóa của nó cũng ức chế ít nhất hai enzyme khác ở mức độ thấp hơn, đó là alanine transaminase (ALA-T), và -Aminobutyric acid transaminase (GABA-T), không phải do phenelzine gây ra, mà do một chất chuyển hóa phenelzine phenylethylidenehydrazine (PEH). Bằng cách ức chế ALA-T và GABA-T, phenelzine gây ra sự gia tăng nồng độ alanine và GABA trong não và cơ thể. GABA là chất dẫn truyền thần kinh ức chế chính trong hệ thống thần kinh trung ương của động vật có vú và rất quan trọng trong việc ức chế bình thường sự lo lắng, căng thẳng và trầm cảm. Hành động của Phenelzine trong việc tăng nồng độ GABA có thể đóng góp đáng kể vào thuốc chống trầm cảm của nó, và đặc biệt, các đặc tính giải lo âu/chống ngứa, sau này được coi là vượt trội so với các thuốc chống trầm cảm khác. Đối với việc ức chế ALA-T, mặc dù hậu quả của việc vô hiệu hóa enzyme này hiện chưa được hiểu rõ, có một số bằng chứng cho thấy rằng đây là hành động của hydrazine (bao gồm phenelzine) có thể là nguyên nhân gây ra bệnh viêm gan và suy gan.

## Tác dụng phụ
Tác dụng phụ thường gặp của phenelzine có thể bao gồm chóng mặt, mờ mắt, khô miệng, đau đầu, thờ ơ, buồn ngủ, buồn ngủ, mất ngủ, chán ăn, tăng cân hoặc mất mát, buồn nôn và ói mửa, tiêu chảy, táo bón, bí tiểu, giãn đồng tử, run cơ, tăng thân nhiệt, đổ mồ hôi, tăng huyết áp hoặc hạ huyết áp, hạ huyết áp thế đứng, dị cảm, viêm gan và rối loạn chức năng tình dục (bao gồm mất ham muốn tình dục và anorgasmia). Các tác dụng phụ hiếm gặp thường chỉ thấy ở những người nhạy cảm có thể bao gồm hypomania hoặc mania, rối loạn tâm thần và suy gan cấp tính, lần cuối cùng thường chỉ thấy ở những người bị tổn thương gan trước đó, tuổi già, uống rượu hoặc nhiễm virus.